# 奈因奇
奈因奇是奥地利施蒂利亚州魏茨县的一个市镇。总面积27.58平方公里，总人口655人，人口密度23.7人/平方公里（2005年）。